# Pinocchio
Pinocchio ("Pi-nô-ki-ô", /pɪˈnoʊkioʊ/, tiếng Ý: [piˈnɔkkjo]) là một nhân vật hư cấu và cũng là nhân vật chính trong cuốn tiểu thuyết dành cho thiếu nhi Những cuộc phiêu lưu của Pinocchio (1883) của nhà văn người Ý Carlo Collodi của Florence, Tuscany. Một người thợ khắc gỗ tên là Geppetto ở làng Tuscan đã tạc nên Pinocchio. Cậu là một con rối bằng gỗ nhưng có mơ ước trở thành một cậu bé thực sự. Cậu nổi tiếng với chiếc mũi dài, (chỉ một lần trong tiểu thuyết, nhưng thường xuyên hơn trong hầu hết các phim chuyển thể) cái mũi sẽ liên tục phát triển nếu cậu nói dối.
Pinocchio là một biểu tượng văn hóa. Cậu là một trong những nhân vật được tái hiện nhiều nhất trong văn học thiếu nhi. Câu chuyện của cậu đã được chuyển thể trên nhiều phương tiện truyền thông khác nhau, đặc biệt là bộ phim Pinocchio của Disney năm 1940.
Collodi thường sử dụng phương ngữ Tuscan của Ý trong các cuốn sách của ông. Cái tên Pinocchio là sự kết hợp của các từ tiếng Ý pino (cây thông), và Occhio (mắt);  Pino cũng là chữ viết tắt của Giuseppino là từ gốc của Giuseppe (hình thức của từ Joseph trong tiếng Ý); một trong những người có ảnh hưởng lớn đến Collodi thời trẻ là Giuseppe Aiazzi, một chuyên gia viết bản thảo nổi tiếng người Ý, ông đã giám sát Collodi tại hiệu sách Libreria Piatti ở Florence. Geppetto, tên của người tạo ra Pinocchio và "cha đẻ", là từ gốc của Geppo, cách phát âm tiếng Tuscan của ceppo, có nghĩa là một khúc gỗ, gốc cây, khối.

## Mô tả nhân vật hư cấu

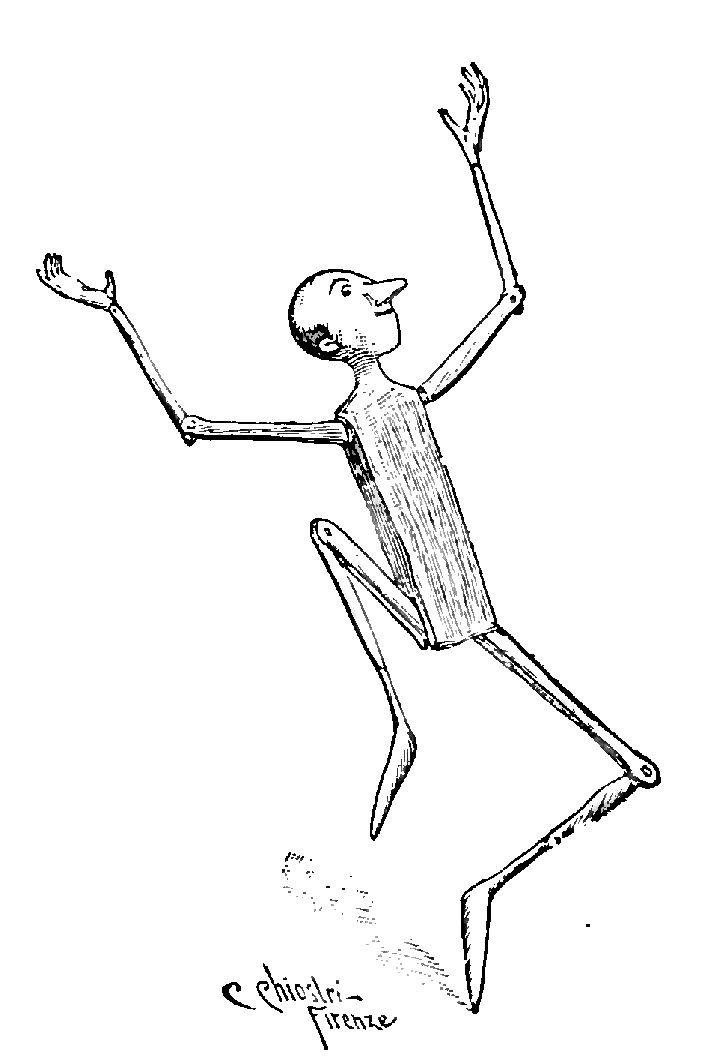
Pinocchio, tranh của Carlo Chiostri (1901)

Đặc điểm của Pinocchio theo các cách diễn giải đều khác nhau, nhưng có một số khía cạnh nhất quán trong tất cả các bản chuyển thể: Pinocchio là một con rối, người tạo ra Pinocchio là Geppetto và mũi của Pinocchio phát triển khi cậu ấy nói dối.
Pinocchio được biết đến là người có chiếc mũi ngắn và dài ra khi cậu bị căng thẳng (chương 3), đặc biệt là khi nói dối. Trong câu chuyện gốc, Collodi mô tả cậu là một kẻ "ngu xuẩn", "kẻ xấu tính" (kẻ ranh mãnh hoặc ương ngạnh), "kẻ ô nhục", "thằng đầu đường xó chợ" và "chắc chắn là kẻ lừa đảo", với ngay cả cha của cậu là thợ mộc Geppetto cũng đề cập đến cậu như một "cậu bé khốn khổ." Khi được sinh ra, Pinocchio ngay lập tức cười nhạo khuôn mặt của người tạo ra mình, sau đó cậu ta còn đánh cắp bộ tóc giả của ông.
Hành vi xấu của Pinocchio, thay vì quyến rũ hay đáng mến, được coi là một lời cảnh báo. Collodi ban đầu dự định câu chuyện sẽ là một bi kịch khi xuất bản lần đầu năm 1881. Nó kết thúc với việc hành quyết con rối. Kẻ địch của Pinocchio, Cáo và Mèo trói tay cậu ta, luồn thòng lọng quanh cổ họng và treo cậu lên cành cây sồi.

### Đặc điểm

#### Quần áo và nhân vật
Pinocchio là một con rối làm bằng gỗ (một con rối điều khiển bằng dây) chứ không phải con rối tay (được điều khiển trực tiếp từ bên trong bởi bàn tay của người múa rối). Tuy nhiên, mảnh gỗ tạo nên cậu ta có thể cử động nên Pinocchio cũng di chuyển độc lập. Cậu thường bị người xấu lôi kéo và dễ nói dối. Mũi của cậu sẽ ngày càng dài ra khi bắt đầu nói dối người khác. Vì những đặc điểm này, cậu hay bị gặp rắc rối. Pinocchio trong bản chuyển thể từ tiểu thuyết: cậu hứa với cô tiên có mái tóc màu ngọc lam là sẽ trở thành một cậu bé thực sự, nhưng cậu lại chạy trốn cùng Candlewick đến Vùng đất đồ chơi, trở thành một con lừa, tham gia một xiếc, và lại trở thành một con rối. Trong chương cuối, khi lọt vào miệng của Con cá khủng khiếp với cha Geppetto, Pinocchio cuối cùng đã ngừng làm con rối và trở thành một cậu bé thực sự (nhờ sự can thiệp của Cô tiên trong giấc mơ).
Trong tiểu thuyết, Pinocchio thường được miêu tả với một chiếc mũ chóp nhọn, áo khoác và một chiếc quần dài đến gối màu ghi. Trong phiên bản của Disney, ngoại hình của cậu khác hẳn; nhân vật mặc theo phong cách vùng Tyrolean, với Lederhosen (quần chẽn bằng da dài đến đầu gối) và một chiếc mũ gắn lông vũ.

#### Mũi
Mũi của Pinocchio là đặc điểm nổi tiếng nhất, nó sẽ dài ra khi cậu nói dối; điều này xuất hiện trong chương XVI. Tuy nhiên, có một điểm mâu thuẫn là cái mũi của cậu vẫn phát triển khi Geppetto chạm khắc ra lần đầu tiên, lúc đó Pinocchio vẫn chưa nói dối.
Chiếc mũi chỉ xuất hiện một vài lần trong truyện, nhưng nó cho thấy sức mạnh của Cô Tiên Xanh đối với Pinocchio khi cậu ta có hành động không vâng lời. Sau khi cậu vật lộn và khóc lóc vì chiếc mũi bị biến dạng, Cô tiên triệu tập chim gõ kiến để mổ cho nó ngắn trở lại như bình thường.

## Mô tả nhân vật trong phương tiện truyền thông

### Văn học
- Il Segreto di Pinocchio (1894) của Gemma Mongiardini-Rembadi, xuất bản tại Hoa Kỳ năm 1913 với tên Pinocchio under the Sea.[8]
- Pinocchio in Africa (1903) của Eugenio Cherubini.[9]
- The Heart of Pinocchio (1917) của Paolo Lorenzini.[10]
- Pinocchio in America (1928) của Angelo Patri.[11]
- Puppet Parade (1932) của Carol Della Chiesa.[12]
- Tiểu thuyết thiếu nhi The Golden Key, or The Adventures of Buratino (1936) là phần kể lại tự do câu chuyện Pinocchio của nhà văn Nga Aleksey Nikolayevich Tolstoy.[13] Một số cuộc phiêu lưu có nguồn gốc từ Collodi, nhưng nhiều cuộc phiêu lưu bị lược bỏ hoặc thêm vào. Pinocchio (Buratino) không cải tạo bản thân cũng như trở thành một con người thực sự. Đối với Tolstoy, Pinocchio như một con rối là một hình mẫu tích cực về hành vi sáng tạo và không theo chủ nghĩa tuân thủ.
- Hi! Ho! Pinocchio! (1940) của Josef Marino.[14]
- Astro Boy (鉄腕アトム, Tetsuwan Atomu) (1952), một bộ manga Nhật Bản do Tezuka Osamu viết và minh họa, kể lại chủ đề Pinocchio một cách sơ sài.[15]
- Pinocchio in Venice (1991) của Robert Coover.[16]
- Fables (comic) (2002 - đang diễn ra), một bộ truyện tranh của Bill Willingham có Pinocchio, khi một ai đó ép cậu phải rời khỏi quê hương ma thuật vào thế kỷ 21.
- Marvel Fairy Tales (2006–2008), một bộ truyện tranh của C. B. Cebulski kể lại The Adventures of Pinocchio với siêu anh hùng người máy được gọi là The Vision trong vai Pinocchio.[17]
- Wooden Bones (2012) của Scott William Carter mô tả một câu chuyện hư cấu chưa kể của Pinocchio, với một cú ngoặt đen tối. Pino sau khi trở thành một cậu bé thực sự, đã phát hiện ra rằng cậu còn có khả năng làm cho những con rối sống lại.
- Pinocchio by Pinocchio (2013) của Michael Morpurgo.[18]
- Pinocchio là chủ đề của cuốn tiểu thuyết châm biếm năm 2015 là Splintered: A Political Fairy Tale của Thomas London.[19]
- The Wooden Prince (2017)[20] và Lord of Monsters (2017)[21] của John Claude Bemis, chuyển thể câu chuyện sang bối cảnh khoa học viễn tưởng.

### Điện ảnh

#### Phim thời kỳ đầu
- Pinocchio lần đầu tiên xuất hiện trong bản chuyển thể điện ảnh Pinocchio (1911), một phim câm live-action của Ý, do Giulio Antamoro đạo diễn. Nhân vật do diễn viên hài người Pháp gốc Ý là Ferdinand Guillaume đảm nhận.
- Bản chuyển thể năm 1936 Những cuộc phiêu lưu của Pinocchio (Le avventure di Pinocchio) được Raoul Verdini và Umberto Spano lên kế hoạch ở Ý, nhưng chưa bao giờ đã hoàn thành hoàn toàn và bây giờ được coi là đã mất. Chỉ có kịch bản gốc và một vài khung hình tĩnh.
- The Golden Key (Zolotoy Klyuchik) là một bộ phim Nga năm 1939 kết hợp giữa hoạt hình live-action và stop-motion, đạo diễn Aleksandr Ptushko. Câu chuyện dựa trên tiểu thuyết The Golden Key, or The Adventures of Buratino(1936) của Aleksey Nikolayevich Tolstoy. Pinocchio (Buratino) là một con rối do nữ diễn viên Olga Shaganova-Obraztsova lồng tiếng.

#### Phiên bản Disney
Khi Walt Disney Productions đang trong quá trình phát triển câu chuyện cho phiên bản điện ảnh Pinocchio (1940), họ dự định giữ lại những khía cạnh đáng ghét của nhân vật gốc, nhưng bản thân Walt Disney cảm thấy điều này sẽ khiến không ai ưa nhân vật, vì vậy, các thay đổi đã được thực hiện để kết hợp những nét tinh nghịch và ngây thơ để khiến Pinocchio trở nên đáng yêu hơn. Pinocchio do Dickie Jones lồng tiếng. Ngày nay, bộ phim được coi là một trong những bộ phim hoạt hình hay nhất của Disney, và là một trong những bộ phim hoạt hình hay nhất mọi thời đại, hiếm có với 100% đánh giá tốt trên trang web Rotten Tomatoes. Trong chuyển thể trò chơi điện tử của bộ phim, Pinocchio sống (hầu hết) với vai trò giống như trong phim, du hành qua thế giới đầy cám dỗ và chiến đấu với nhiều thế lực khác nhau.
Hóa thân Disney này sau đó đã được sử dụng trong Who Framed Roger Rabbit, Peter Westy lồng tiếng; và Disney's House of Mouse, Michael Welch lồng tiếng; cũng như xuất hiện với vai khách mời trong Aladdin, Teacher's Pet, Tangled, loạt phim truyền hìnhMickey Mouse, và Ralph Breaks the Internet.
Pinocchio là một nhân vật phụ do Seth Adkins lồng tiếng trong loạt trò chơi điện tử  Kingdom Hearts. Cậu đóng một vai chính trong trò chơi đầu tiên cùng tên, Kingdom Hearts: Chain of Memories, và Kingdom Hearts 3D: Dream Drop Distance, khi ở trong Kingdom Hearts II, cậu xuất hiện trong đoạn hồi tưởng ở phân đoạn đầu.
Trong Kinect Disneyland Adventures, cậu xuất hiện như một nhân vật sẽ gặp và chào hỏi trong Fantasyland, cũng như giao một số nhiệm vụ cho người chơi. Trong Epic Mickey: Power of Illusion, Pinocchio được giới thiệu là một trong nhiều nhân vật mang tính biểu tượng của Disney, bị mụ phù thủy độc ác Mizrabel bắt cóc để thực hiện âm mưu thống trị thế giới của họ; cậu bị giam cùng với Genie (Thần đèn) trong Cave of Wonders cho đến khi Chuột Mickey đến giải cứu.
Vào đầu thập niên 1990, có tin đồn rằng Elijah Wood đã miêu tả phiên bản cậu bé thật của Pinocchio trong các phân đoạn người thật đóng trong các phần phim về giáo dục của Jiminy Cricket là I'm No Fool và You, cùng với những phân đoạn ngắn mới của I'm No Fool.
Tháng 3 năm 2021, đã có thông báo Benjamin Evan Ainsworth sẽ vào vai Pinocchio phiên bản live-action/bản làm lại CGI trong bộ phim hoạt hình sắp tới của Disney.

## Bộ sưu tập

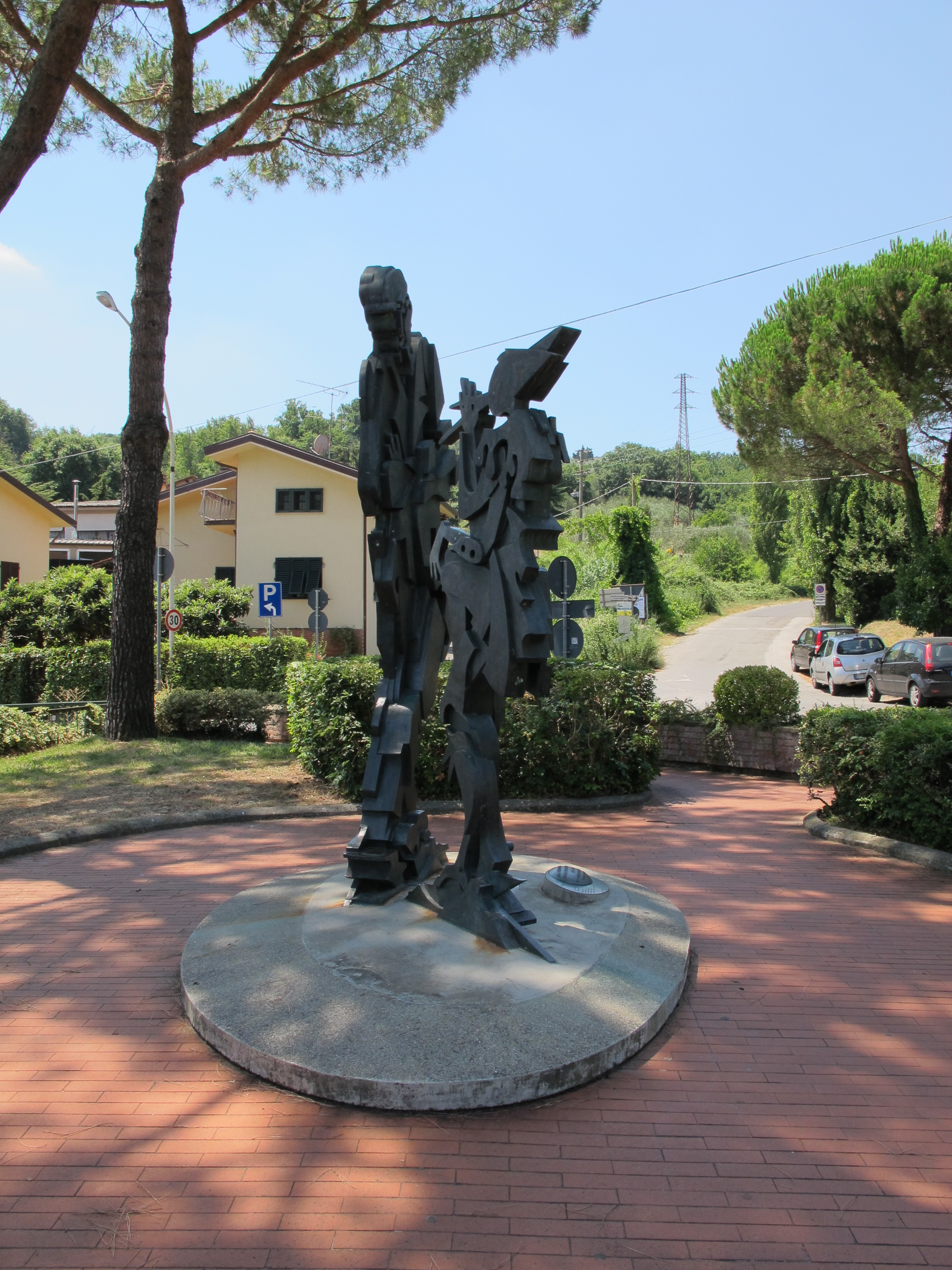
Tượng Pinocchio và Geppetto ở Collodi, Ý.
Biểu tượng cảm xúc của mặt nói dối.
Con rối Pinocchio trong cửa hàng ở Florence.
Tranh sơn dầu cái chết của Pinocchio,Walther Jervolino.Tranh sơn dầu cái chết của Pinocchio,Walther Jervolino.
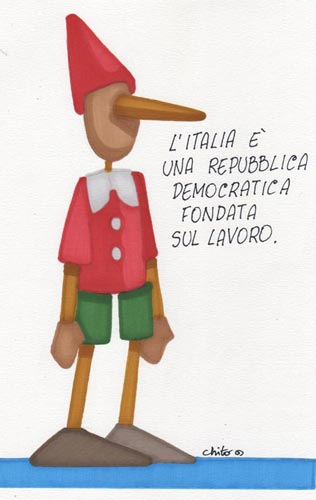
Một hình ảnh ngộ nghĩnh của Pinocchio.